# Beal Kladeneț, Sliven
Beal Kladeneț (în bulgară Бял Кладенец) este un sat în comuna Nova Zagora, regiunea Sliven,  Bulgaria. 

## Demografie
Componența etnică a satului Beal Kladeneț
     Bulgari (98,06%)
     Nicio identificare (1,93%)
     Altele (0%)
La recensământul din 2011, populația satului Beal Kladeneț era de 207 locuitori. Din punct de vedere etnic, majoritatea locuitorilor (98,06%) erau bulgari. Pentru 1,93% din locuitori nu este cunoscută apartenența etnică.